# Erker van de Akense stadsmuren

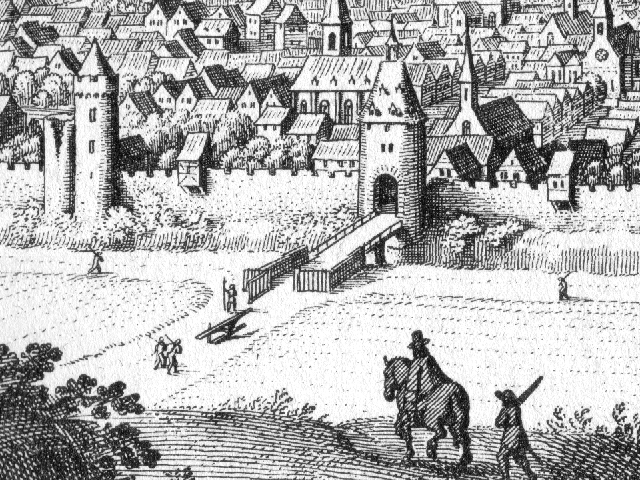
Kopergravure van Merian 1647, uitsnede van de Marschiertor met de omliggende muurdelen met twee erkers (en torens en poorten)

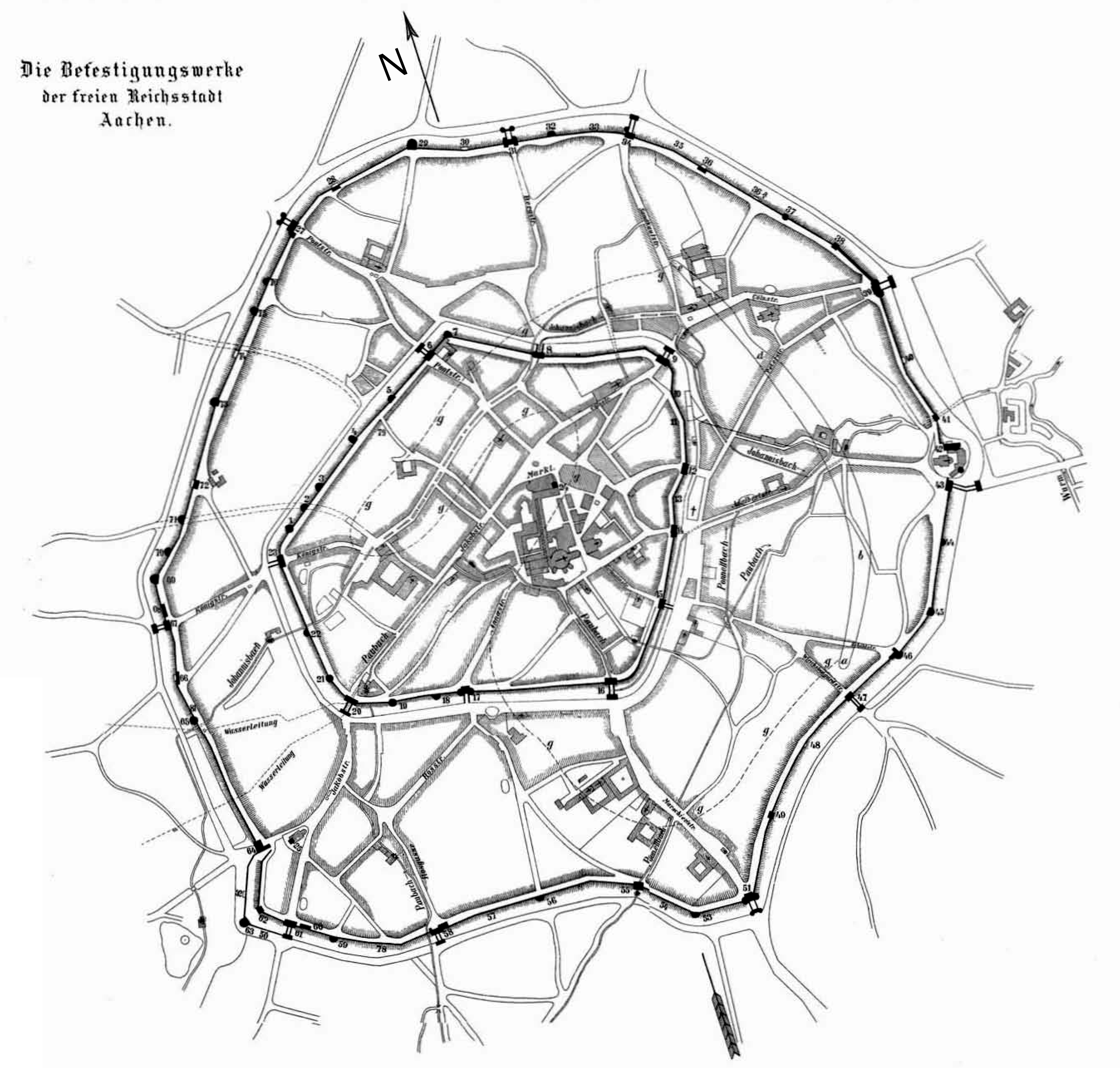
Overzicht van de vestingwerken in Aken met verschillende erkers

Een erker van de Akense stadsmuren was uit de stadsmuur stekende ruimte voor extra verdediging van muurdelen tussen de poorten en torens. De verschillende erkers werden vermoedelijk rond de 13e of 14e eeuw gebouwd als onderdeel van de buitenste stadsmuren van de Duitse stad Aken.

## Opbouw
De aan de Akense stadsmuur aangebrachte weererkers waren over het algemeen gesloten, met shingles gedekte houten kasten met een lengte van 2 tot 5 meter en een breedte van 1,5 meter. Ze rusten op houten balken of stenen, die aan de buitenzijde van de stadsmuur uitkragen. De toegang tot de erkers was mogelijk via een opening in de stadsmuur.
In de drie wanden van de weererker waren er schietgaten aangebracht. Van hier uit kon men ook de dicht bij de muur doorgedrongen aanvallers beschieten, hetgeen door de kroon van de stadsmuur niet mogelijk was. Door gaten in de vloer (mezekouwen) van de erker konden de aanvallers bekogeld worden door steenbrokken.

## Locatie
De enige erker met een naam als onderdeel van de Akense stadsmuur was de Wandlaus tussen de Pfaffenturm en de Königstor. Net als de Wandlaus waren er nog meer erkers, die met een wachthuis van de Akense stadsmuren verbonden waren en van deze uit via een korte, door de muur voerende gang bereikbaar waren. Zulke erkers bevonden zich ook bij de wachthuizen Posthäuschen, Schaafjanshäuschen, Krahborn en op de Adalbertsstift, alsook de wachthuizen die niet direct bij een poort lagen.
Daarnaast waren er vrije erkers die alleen vanaf de muur te bereiken waren. Zulke vrije erkers zijn deels in oorkonden genoemd, deels doordat doorgangen in de tijd van historisch onderzoek nog bestonden als restanten van de stadsmuur. Specifiek bevonden deze erkers zich tussen de Marienturm en de Bergtor (30), tussen de Kölntor en de Wasserturm (40), tussen de Wirichsbongardstor en de Krichelenturm (48), tussen de Krichelenturm en de Marschiertor (50), tussen de Marschiertor en de Kleiner Pounellenturm (52), onmiddellijk ten zuiden van de Pfaffenturm boven de inlaat van de Johannisbach in de stad (66) en tussen de Gregoriusturm en de Bongartsturm (74). (De nummers corresponderen met de kaart hier rechts.)
Andere weererkers bevonden zich aan de poorten en torens van de Akense stadsmuur en zijn in de beschrijving van de betreffende structuren opgenomen.
Geen van de erkers van de Akense stadsmuur bestaan heden ten dage nog, maar zijn verdwenen tijdens de afbraak van de stadsmuur in opdracht van de Franse bezetting in Aken. In het eerste kwart van de 19e eeuw begon met de afbraak die verder in deze eeuw doorging. In het bijzonder verdwenen ze ook bij de aanleg van de spoorwegen en verschillende stadsuitbreidingen.